# 3. korstog
 Der er for få eller ingen kildehenvisninger i denne artikel, hvilket er et problem. Du kan hjælpe ved at angive troværdige kilder til de påstande, som fremføres i artiklen.

Det Tredje Korstog (1189-1192) var et forsøg ledet af tre europæiske monarker fra den vestlig kristne el af Europa (Filip 2 af Frankrig, Richard 1. af England og Frederik 1. af Det Hellige Romerske Rige) for at generobre Det hellige land efter Ayyubid-sultanen Saladin i 1187 havde erobret Jerusalem. Ansporet af religiøs iver afsluttede de europæiske monarker Henrik 2. af England og Filip 2. af Frankrig deres konflikt med hinanden for at lede et nyt korstog. Henriks død (6. juli 1189) betød imidlertid, at de engelske tropper kom under kommando af hans efterfølger, kong Richard 1. (Richard Løvehjerte). Den ældre tyske kejser Frederick Barbarossa accepterede også på opfordringen til at deltage i korstoget våben og ledte en massiv hær over Balkan og Anatolien. Han opnåede nogle sejre over Rûmsultanatet, men døde, da han krydsede en flod den 10. juni 1190, før han nåede Det Hellige Land. Hans død forårsagede sorg blandt de tyske korsfarere, og de fleste af hans tropper vendte hjem.
Korstoget var delvist vellykket, og korsfarerne generobrede de vigtige byer Acre og Jaffa og generobrede de fleste af Saladins erobringer, men det lykkedes ikke at generobre Jerusalem, som var korstogets hovedmål og dets religiøse fokus. Efter at korsfarerne havde fordrevet den ayyubidiske hær fra Acre, forlod Filip og Frederiks efterfølger, Leopold 5. af Østrig, Det Hellige Land i august 1191. Efter en sejr ved Arsuf var det meste af Levantens kystlinje generobret og returneret til kristen kontrol. Den 2. september 1192 indgik Richard og Saladin Jaffatraktaten, der anerkendte muslimsk kontrol over Jerusalem, men tillod ubevæbnede kristne pilgrimme og købmænd at besøge byen. Richard forlod det hellige land den 9. oktober 1192. De militære succeser under det tredje korstog gjorde det muligt for de kristne at opretholde betydelige stater i Cypern og på den syriske kyst, hvilket genoprettede Kongeriget Jerusalem med kontrol over en smal stribe fra Tyrus til Jaffa.
Den manglende generobring af Jerusalem ledte til det efterfølgende 4. korstog i 1202-1204, men det var først ved det 6. korstogi 1229 at det lykkedes europæerne – kortvarigt – af generobre byen.

## Forløb

### Baggrund
I 1169 indtog Saladin Egypten og havde sat et mål om at drive kristne væk fra den østlige del af Middelhavet. Efter at have erobret Syrien kunne han omringe korsfarerstaten, og den 4. juli 1187 overvandt han den i slaget ved Hattin. Den 2. oktober overgav Jerusalem sig, og derefter var det kun Antiokia, Tripoli, Tyrus og Margat, som var under kristen kontrol.
Pave Gregor VIII rettede henvendelser til kongerne af England og Frankrig og bad om hjælp til at generobre de tabte områder. Henrik II af England og Philip II af Frankrig sluttede fred med hinanden, og begge igangsatte finansieringen i form af "Saladin-tiende", en skat, der skulle finansiere et nyt korstog. Men krigen mellem de to lande brød hurtigt ud igen, og oveni begyndte Henrys søn Richard Løvehjerte et oprør mod sin far.

### Den tyske deltagelse
Frederik Barbarossa reagerede også på pavens opfordring og optog opfordringen om at drage på korstog omkring 27. marts 1188. Han satte afsted i 1189 med den første gruppe korsfarere. Den byzantinske kejser, Isaac II Angelus, havde indgået en hemmelig aftale med Saladin, og udgjorde derfor en fare for Fredrik. De tyske korsriddere rejste derfor gennem det Byzantinske Rige så hurtigt, som de kunne, og den 18. maj 1189 tog de Ikonium, Seljukkernes hovedstad. 10 juni 1190 fik den tyske deltagelse i korstoget en brat ende, da Frederik druknede i floden Saleph. Selv om hans hær var større end Saladins, stod den nu uden en samlende leder og begyndte straks at falde fra hinanden. De, der blev tilbage, blev hurtigt slået af Saladins kræfter, da de kom til Syrien.

### Den engelske og franske deltagelse
Richard og Philip, på deres side rejste ad søvejen, hver for sig, i 1191. Richard stoppede i Cypern, hvor han blev fornærmet af den uafhængige byzantinske hersker. Ved udgangen af maj havde han erobret hele øen, som han solgte til Guy af Lusignan, som var nominel konge i Jerusalem.
I mellemtiden var Philip ankommet til Tyrus, hvor han fandt en allieret i Conrad af Montferrat. Konrad krævede tronen i Jerusalem, og ønskede derfor at være den, der indtog byen. De belejrede Acre i april 1191 med støtte fra resterne af Frederick styrker. Richard ankom sidst og overtog kommandoen. Et forsøg på at bryde belejringen mislykkedes, og korsridderne indtog byen den 12. juli. Således udbrød en magtkamp mellem de tre kristne ledere; Richard Philip og Leopold V af Østrig bød tyskerne. Leopold ville betragtes som svarende til de to andre, men Richard fjernede banneret fra byen. Philip blev frustreret og forlod det Hellige Land i august 1191.

### Den danske og norske deltagelse
Et uheldsramt og mislykket dansk/norsk forsøg på at deltage i det 3. Korstog er beskrevet af Broder X i Beretningen om Danernes færd til Jerusalem, nedskrevet i slutningen af 1100-tallet. Broder X var kannik i Vendsyssel og fortæller i sit skrift om den nordjyske stormandsslægt Thrugot, der i samarbejde med landsdelens klosterordner i 1187 tager initiativ til korstoget. Herefter følger dog 4 år med bådebyggeri og andre forberedelser og en færd mod den hellige by, der ender med at vare et år. Således ankommer de dansk/norske korsfarere først efter at Richard Løvehjerte har sluttet fred med Saladin, den 2. september 1192.

### Angrebet på Jaffa
Den 22. august 1191 henrettede Richard 3.000 muslimske fanger i Akko, fordi han mente, at Saladin ikke overholdt kapitulationsvilkårene. Han besluttede derefter at erobre havnebyen Jaffa, som han havde brug for for at være i stand til at angribe Jerusalem. Undervejs blev han angrebet af Saladin på Arsuf i september, men Richard vandt en solid sejr.
I januar 1192 var Richard klar til at drage til Jerusalem, men Saladin havde i mellemtiden fået forstærkninger og befæstede byen. Richard kom inden for synsvidde af Jerusalem to gange, men begge gange vendte han om, fordi Saladins styrker var alt for store. Han formåede dog at afvise et angreb fra store mellemstore styrker mod Jaffa den 31. juli.

### Fredsaftalen og dens følger
Den 2. september 1192 indgik Saladin og Richard en aftale, der betød, at Jerusalem skulle forblive under muslimsk kontrol, mens kristne pilgrimme stadig skulle kunne besøge byen. Mod slutningen af måneden forlod Richard derefter Det Hellige Land, hvilket markerer afslutningen på det tredje korstog.
Tyskerne, der forblev i det Hellige Land efter korstoget udgjorde kernen i det, der blev den Tyske Orden.
Det forhold, at korsfarerne ikke formåede at befri Jerusalem, betød, at der udgik en opfordring til et fjerde korstog seks år senere.